# 준화폐
준화폐(準貨幣, near money 니어머니[*])는 교환 수단으로 기능하지 않지만 가치 저장수단으로 화폐와 거의 다르지 않은 자산으로서 유동적인(쉽게 화폐로 전환할 수 있는) 자산을 말한다. 구체적으로 무엇이 준화폐에 해당하는지는 상황에 따라 다르지만 일반적으로 저축성 예금, 정부단기증권, 국채, 보험증권 등이 준화폐로 생각된다.

## 같이 보기
- 통화량